# Procivitas
Procivitas privata gymnasium, av företaget skrivet ProCivitas Privata Gymnasium, är en svensk friskolegrupp med gymnasium runt om i Sverige. Skolorna ägs sedan 2011 av Academedia-koncernen, och finns i Helsingborg, Karlberg, Lund, Malmö, Stockholm, Uppsala och Växjö. Först ut var gymnasieskolan i Helsingborg. De senaste tillskotten är Procivitas Karlberg som öppnade under hösten 2019, samt Procivitas Uppsala som startade sin verksamhet året därpå.

## Orter
Procivitas Privata Gymnasium bedriver verksamhet på följande orter:
- 1997 – Helsingborg
- 1999 – Växjö
- 2002 – Malmö
- 2014 – Lund
- 2017 – Stockholm
- 2019 – Karlberg
- 2020 – Uppsala